# USS Eldridge
La USS Eldridge (DE-173) era un cacciatorpediniere di scorta di classe Cannon della United States Navy. Deve il suo nome al capitano di corvetta John Eldridge, Jr., eroe dell'invasione delle Isole Salomone.
È associata all'Esperimento di Philadelphia, un presunto esperimento militare che avrebbe teletrasportato la nave in Virginia per alcuni secondi per poi ritornare a Philadelphia.

## Storia
La sua chiglia fu costruita dalla Federal Shipbuilding and Dry Dock Company di Newark, New Jersey. La Eldridge fu varata il 25 luglio 1943, sponsorizzata dalla vedova di John Eldridge, Jr. ed entrò in servizio il 27 agosto 1943 con al comando il tenente C. R. Hamilton.
Tra il 4 gennaio 1944 e il 9 maggio 1945 la Eldridge navigò con il vitale compito di scortare nel Mar Mediterraneo gli uomini e i materiali in supporto alle operazioni Alleate in Nord Africa e in Europa meridionale. Compì nove viaggi per assicurare sicurezza a convogli diretti a Casablanca, Biserta e Orano.
La Eldridge partì da New York il 28 maggio 1945 alla volta del Pacifico. In viaggio a Saipan in luglio, prese contatto con un oggetto sommerso e lo attaccò immediatamente, ma non si notò alcun risultato. Arrivò ad Okinawa il 7 agosto per svolgere il compito di pattuglia e scorta locale, e con la fine delle ostilità, una settimana dopo, continuò a servire come scorta nelle rotte Saipan-Ulithi-Okinawa fino a novembre. Radiata il 17 giugno 1946, la Eldridge fu trasferita nell'ambito del Mutual Defense Assistance Program alla Grecia il 15 gennaio 1951 come Leon (D54). Il Leon fu radiato il 5 novembre 1992, e l'11 novembre 1999 fu venduto come cascame alla V&J Scrapmetal Trading Ltd., con sede nel Pireo.

## Gli esperimenti scientifici

### L'esperimento di Filadelfia
L'Esperimento di Philadelphia è un presunto test condotto nel corso del Progetto Arcobaleno dalla United States Navy che sarebbe avvenuto il 28 ottobre del 1943 sotto la guida di un certo Franklin Reno (a volte indicato anche come "Dott. Rinehart") al quale avrebbero partecipato anche scienziati rinomati quali Albert Einstein e Nikola Tesla (morto invece 10 mesi prima a 87 anni). Secondo la leggenda alle ore 17:15 il cacciatorpediniere USS Eldridge (DE-173), ormeggiato nei pressi del molo di Philadelphia sarebbe svanito, ricomparendo dopo pochi minuti a Norfolk in Virginia per poi rimaterializzarsi nuovamente presso lo stesso molo di Philadelphia. La storia è ampiamente ritenuta una bufala e parte di diverse teorie del complotto.